# Ángel Guillermo Hoyos
Ángel Guillermo Hoyos Marchisio (ur. 9 czerwca 1963 w Córdoba) – argentyński piłkarz pochodzenia hiszpańskiego występujący na pozycji ofensywnego pomocnika, trener piłkarski.
Jego syn Ángel Guillermo Hoyos Jr. również jest piłkarzem.

## Kariera klubowa
Hoyos pochodzi z miasta Villa María w prowincji Córdoba. Ma hiszpańskie korzenie (jego dziadek pochodził z Kadyksu) i dysponuje podwójnym obywatelstwem. Wychowywał się w skrajnym ubóstwie – jego ojciec pracował jako kolejarz, przez większość życia zmagając się z alkoholizmem. Jako małe dziecko przeniósł się z rodziną do stołecznego Buenos Aires, gdzie jednak jego ojciec szybko stracił pracę i mieszkanie ze względu na chorobę alkoholową. Kilka lat dzieciństwa Hoyos spędził bezdomnie z matką na ulicach Buenos Aires i zaczął dorywczo dorabiać już od szóstego roku życia (m.in. pracował jako pucybut i roznosiciel gazet oraz zbierał złom). Następnie wraz ze swoją młodszą siostrą powrócił do Villa María i został adoptowany przez dziadków ze strony ojca. Aż do jedenastego roku życia pozostawał niepiśmienny, dopiero później został zapisany do katolickiej szkoły przez dziadka. W piłkę zaczął grać na pobliskich osiedlach ze starszymi dziećmi i występował w lokalnych drużynach dziecięcych z Villa María, takich jak All Boys, San Martín i Los Tigres. Jako nastolatek udał się na testy do grup młodzieżowych krajowego giganta CA Boca Juniors, których jednak nie przeszedł. Ostatecznie jego pierwszym zawodowym klubem został stołeczny drugoligowy CA Banfield, gdzie zadebiutował w drużynie seniorów już w wieku szesnastu lat.
Po kilku miesiącach Hoyos został wypatrzony przez występujący w najwyższej klasie rozgrywkowej zespół Talleres de Córdoba. Tam 14 października 1979 zadebiutował w argentyńskiej Primera División w zremisowanym 1:1 meczu z Newell’s Old Boys. Szybko został wyróżniającym się piłkarzem i zaskarbił sobie miano jednego z najbardziej utalentowanych piłkarzy młodego pokolenia w Argentynie. Był opisywany jako lewonożny, wyrafinowany taktycznie ofensywny pomocnik, grający sprytnie i inteligentnie. Imponował precyzyjnymi podaniami i strzałami, lecz do jego mankamentów należało zbytnie spowalnianie gry. Jako osiemnastolatek miał oferty z czołowych klubów Europy, m.in. włoskiego Juventusu i hiszpańskiego Realu Madryt. Ostatecznie zdecydował się na przenosiny do madryckiego potentata, gdzie został przydzielony do drużyny rezerw – w zespole mogło występować tylko dwóch obcokrajowców (wówczas byli to Uli Stielike i Laurie Cunningham), a Hoyos nie miał jeszcze wówczas hiszpańskiego obywatelstwa. W Realu Madryt Castilla prowadzonym przez Juana Santistebana występował przez kilka miesięcy u boku graczy takich jak Emilio Butragueño, Míchel czy Chendo.
Po niezbyt udanym epizodzie w madryckim klubie Hoyos powrócił do Talleres, gdzie przez kolejne trzy lata należał do czołowych postaci ligi argentyńskiej. W wiosennym sezonie Nacional 1984 wywalczył tytuł wicekróla strzelców rozgrywek. Następnie przeszedł do ówczesnego mistrza Boliwii – ekipy Club Blooming, w której spędził rok. W styczniu 1986 powrócił do Argentyny, podpisując umowę ze stołecznym CA Boca Juniors. Tam początkowo pełnił rolę podstawowego zawodnika (był wystawiany na pozycji ofensywnego pomocnika lub cofniętego napastnika) i tworzył ofensywne trio z Alfredo Gracianim oraz Claudio Scalise. Jego dobrą passę przerwała poważna kontuzja, pierwsza z kilku odniesionych na przestrzeni kolejnych lat. Ogółem w barwach Boca występował przez cztery lata, lecz nękany urazami nie był w stanie zaprezentować pełni swojego potencjału (rozegrał tylko 46 z 200 możliwych spotkań). Trafił też na ubogi w sukcesy okres w dziejach klubu – wywalczył z Boca jedynie wicemistrzostwo Argentyny (1988/1989) i trofeum Supercopa Sudamericana (1989).
W kolejnych latach Hoyos kontynuował swoją karierę w niżej notowanej drużynie Gimnasia y Esgrima La Plata, a potem w chilijskim Evertonie Viña del Mar, gdzie ze względu na kontuzję kolana pojawiał się na boiskach sporadycznie. Następnie na krótko powrócił do ojczyzny, gdzie przez trzy miesiące był graczem trzecioligowego Chacarita Juniors. Potem występował w kolumbijskich Uniónie Magdalena i Deportes Tolima, by końcówkę swojej kariery spędzić w Wenezueli, gdzie reprezentował barwy kolejno Deportivo Táchira, Atlético El Vigía i Minervén SC. Profesjonalną karierę zakończył w wieku 34 lat.

## Kariera reprezentacyjna
W sierpniu 1979 Hoyos znalazł się w ogłoszonym przez Césara Luisa Menottiego wstępnym składzie reprezentacji Argentyny U-20 na Młodzieżowe Mistrzostwa Świata w Japonii. Był najmłodszym graczem w tamtej kadrze, której członkami byli m.in. Diego Maradona i Ramón Díaz. Poleciał nawet z drużyną do Japonii, lecz nie znalazł się w ostatecznym składzie na światowy czempionat – selekcjoner zadecydował, że podczas turnieju rezerwowym dla Maradony ofensywnym pomocnikiem będzie nie Hoyos, lecz Juan José Meza. Podopieczni Menottiego wywalczyli wtedy tytuł młodzieżowych mistrzów świata.
Na przełomie stycznia i lutego 1980 Hoyos był podstawowym piłkarzem olimpijskiej reprezentacji Argentyny podczas południowoamerykańskich eliminacji do Igrzysk Olimpijskich w Moskwie. Rozegrał wówczas w pierwszym składzie wszystkie sześć meczów i strzelił gola w meczu z Boliwią (4:0), a kadra prowadzona przez Federico Sacchiego triumfowała w turnieju kwalifikacyjnym. Argentyna zdecydowała się jednak zbojkotować moskiewskie igrzyska i piłkarze nie polecieli ostatecznie do Moskwy.

## Kariera trenerska
Po zakończeniu kariery Hoyos trenował młodzieżowe drużyny w Wenezueli. Razem z José Luisem Villarrealem (swoim byłym kolegą klubowym z Boca Juniors) założył szkółkę piłkarską Academia Rumbo a la Excelencia Deportiva y Humana (REDH), która w kolejnych latach otwarła swoje filie w Wenezueli, Meksyku, Paragwaju, Argentynie i Hiszpanii. W 1999 roku za namową kolegi przeprowadził się do Katalonii, osiadając w Lloret de Mar. Przez kolejne cztery lata szkolił grupy młodzieżowe w lokalnych katalońskich zespołach – najpierw przez sezon w UE Vilassar de Mar, a później trzy sezony w CF Badalona. 
| „[Hoyos] niesamowicie pomógł mi po moim przybyciu do Barçy. Czuwał nade mną w każdym momencie. Nauczył mnie wielu rzeczy i doprowadził mnie tam gdzie teraz jestem, do pierwszej drużyny. Jestem mu wdzięczny, uważam go za mojego piłkarskiego ojca chrzestnego”— Lionel Messi (2005) |

Następnie Hoyos został zatrudniony w akademii juniorskiej klubu FC Barcelona przez nowego koordynatora drużyn młodzieżowych Josepa Colomera. W słynnej La Masii w latach 2003–2005 był trenerem kategorii wiekowej Juvenil B, z którą dwa razy z rzędu (2003/2004, 2004/2005) wygrał rozgrywki ligowe. Jego podopiecznymi byli wówczas m.in. Lionel Messi, Gerard Piqué, Sergio Busquets i Pedro Rodríguez. Z Barcelony odszedł wraz z Colomerem, wskutek różnicy zdań z prezydentem klubu Joanem Laportą. W styczniu 2006 został szkoleniowcem rozpaczliwie walczącego wówczas o uniknięcie relegacji czwartoligowego zespołu Palamós CF, którego na koniec rozgrywek 2005/2006 zdołał utrzymać w rozgrywkach Tercera División. Katalońskie media określiły uniknięcie spadku przez drużynę Hoyosa mianem „cudownego”.
W czerwcu 2006 Hoyos wyjechał do Grecji, obejmując drużynę ligowego beniaminka – ekipy Aris FC. Pod jego wodzą drużyna z Salonik prezentowała widowiskowy, spektakularny i ofensywny futbol, a jej występy były wspominane z entuzjazmem przez kibiców i dziennikarzy jeszcze kilkanaście lat później. Równocześnie jego podopieczni notowali jednak przeciętne wyniki (trzy zwycięstwa i dziesięć remisów w szesnastu ligowych meczach). W styczniu 2007 Hoyosowi przedstawiono propozycję nowego, trzyletniego kontraktu, jednak już tydzień później wobec nieporozumień z zarządem szkoleniowiec opuścił Aris. Uformowany przez niego zespół przejął po nim Quique Hernández, który na koniec sezonu 2006/2007 doprowadził go do czwartego miejsca w lidze, premiowanego awansem do rozgrywek Pucharu UEFA. Udany pobyt Hoyosa w Arisie i współpraca pomiędzy obydwoma klubami zaowocowały ofertą z krajowego giganta – Olympiakosu SFP, której Argentyńczyk jednak nie przyjął, argumentując swoją decyzję zbyt małym doświadczeniem trenerskim w seniorskiej piłce.
W maju 2007 Hoyos został trenerem drużyny PAE Atromitos, podpisując z ateńskim klubem trzyletnią umowę. Prowadził go z przeciętnymi wynikami przez kolejne dziesięć miesięcy – został zwolniony w marcu 2008 po trzech porażkach z rzędu. Pod kierownictwem jego następcy Dragana Kokotovicia zespół Atromitosu spadł na koniec sezonu 2007/2008 do drugiej ligi greckiej. W lipcu 2008 związał się rocznym kontraktem z drugoligowym PAS Giannina, przejętym w tamtym czasie przez przedsiębiorcę Giorgosa Christovasilisa. W sezonie 2008/2009 z drugiego miejsca wywalczył z Gianniną awans na najwyższy szczebel ligowy. Odszedł jednak z klubu na trzy kolejki przed końcem rozgrywek, nie potrafiąc porozumieć się z zarządem w kwestii nowej umowy. W lipcu 2009 objął spadkowicza z pierwszej ligi greckiej – zespół MGS Panserraikos. Przed bardzo młodą wówczas kadrowo drużyną postawiono cel powrotu do najwyższej klasy rozgrywkowej. Mimo udanego rozpoczęcia rozgrywek drugoligowych podopieczni Hoyosa w połowie sezonu wpadli w kryzys formy (tylko jedno zwycięstwo w jedenastu meczach), co poskutkowało zwolnieniem szkoleniowca w lutym 2010. Na stanowisku zastąpił go Dragan Kokotović, który poprawił wyniki zespołu i na koniec sezonu 2009/2010 awansował z Panserraikosem do pierwszej ligi.

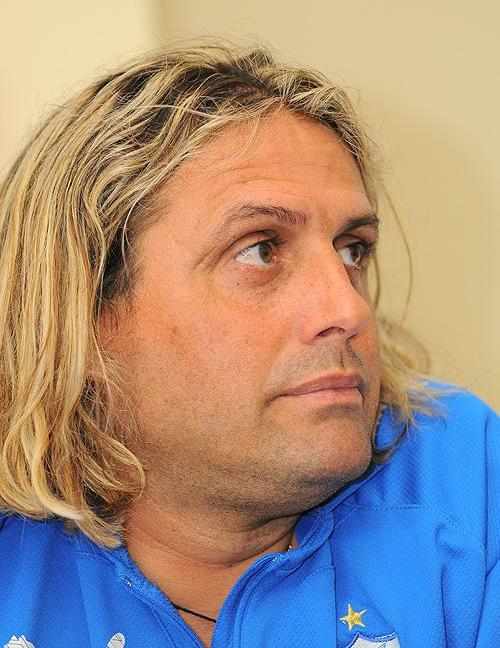
Hoyos jako trener Anorthosisu (2010)

W maju 2010 Hoyos został trenerem czołowego cypryjskiego zespołu Anorthosis Famagusta. Poprowadził tę drużynę w rozgrywkach Ligi Europy UEFA (czwarta runda kwalifikacyjna), notując również dobre rezultaty w rozgrywkach ligowych. W październiku 2010 okazało się jednak, iż Hoyos nie ma licencji trenerskiej UEFA Pro, wymaganej do prowadzenia drużyny w pierwszej lidze cypryjskiej. Podczas kolejnych kilku spotkań figurował w protokole meczowym jako dyrektor techniczny, lecz przy równoczesnym pogorszeniu wyników (cztery mecze z rzędu bez zwycięstwa) opuścił Anorthosis już w listopadzie. W styczniu 2011 po dwunastu latach przerwy powrócił do Ameryki Południowej, obejmując boliwijskiego potentata Club Bolívar. W wiosennym sezonie Adecuación 2011 wywalczył z nim tytuł mistrza Boliwii. Poprowadził również drużynę z La Paz w międzynarodowych rozgrywkach Copa Libertadores 2011 (runda wstępna) i Copa Libertadores 2012 (1/8 finału). Tym samym Bolívar po raz pierwszy od dwunastu lat wyszedł z grupy w Pucharze Wyzwolicieli, choć równocześnie zajął wówczas dopiero dziewiąte miejsce w lidze. Hoyos pozostawał ogółem szkoleniowcem Bolívaru był przez półtora roku – odszedł z ekipy w maju 2012.
Dwa miesiące później Hoyos został trenerem kolumbijskiego CD Once Caldas. Klub mimo ambicji walki o czołowe lokaty był w złej kondycji finansowej, dysponując mocno ograniczoną kadrą i zalegając zawodnikom płace. Szkoleniowiec zaimplementował w drużynie ofensywny i atrakcyjny styl gry, lecz na koniec sezonu zajął z nią dopiero piętnaste miejsce w tabeli. W listopadzie złożył rezygnację ze stanowiska, która jednak nie została przyjęta przez nowy zarząd klubu. Odrzucił propozycję nowego, trzyletniego kontraktu i trzy tygodnie później niespodziewanie zrezygnował z posady po raz kolejny, definitywnie odchodząc z Once Caldas. Decyzję uargumentował zbyt dużą presją i zawyżonymi oczekiwaniami władz klubu względem drużyny. Następnie przez pewien czas pracował w akademii piłkarskiej Fundación Marcet w Barcelonie.
W listopadzie 2013 Hoyos zastąpił Sinišę Gogicia w roli trenera greckiego drugoligowca Iraklis FC. W krótkim czasie poprawił grę zespołu z Salonik, lecz mimo dobrych wyników i dużego poparcia ze strony swoich podopiecznych odszedł ze stanowiska w kwietniu 2014 po dwóch porażkach z rzędu. W październiku 2014 powrócił do ojczyzny, obejmując zespół Talleres de Córdoba, w którym spędził najlepsze lata swojej piłkarskiej kariery. Zasłużony dla argentyńskiego futbolu klub, dysponujący wielką bazą kibiców, od dziesięciu lat nie był jednak w stanie powrócić do najwyższej klasy rozgrywkowej i w momencie przyjścia Hoyosa występował w trzeciej lidze. Trenerem Talleres był z przeciętnym rezultatem przez dwa miesiące – nie zdołał awansować do drugiej ligi, przegrywając w decydującym o promocji dwumeczu barażowym i bezpośrednio po tym został zwolniony.
W styczniu 2015 Hoyos został szkoleniowcem nowo powstałego amerykańskiego zespołu Jacksonville Armada FC, występującego na drugim szczeblu rozgrywkowym – North American Soccer League. Dyrektorem sportowym tego klubu był wówczas jego rodak Darío Sala. Przez pierwsze pół roku prowadził Armadę z przeciętnymi wynikami w duecie trenerskim z José Luisem Villarrealem, a po jego odejściu w czerwcu został samodzielnym szkoleniowcem drużyny i przedłużył kontrakt o kolejne cztery lata. Został jednak zwolniony razem z Salą już we wrześniu 2015 po pięciu meczach bez zwycięstwa z rzędu, zostawiając ekipę na ostatnim miejscu w tabeli. W marcu 2016 został następcą Xabiera Azkargorty w czołowej boliwijskiej drużynie Oriente Petrolero, gdzie zanotował krótki, lecz udany trzymiesięczny pobyt. Szybko wyciągnął zespół z kryzysu i zakończył z nim rozgrywki na piątym miejscu (w momencie jego przyjścia Oriente zajmowało dziesiątą lokatę). Zrezygnował z pracy w Oriente w czerwcu 2016, nie zgadzając się z ruchami transferowymi dokonywanymi przez zarząd klubu i stopniową sprzedażą najlepszych zawodników.
W sierpniu 2016 Hoyos został selekcjonerem reprezentacji Boliwii, zastępując na tym stanowisku Julio Césara Baldivieso. Równocześnie miał też nadzorować rozwój reprezentacji młodzieżowych. Przejmował kadrę pogrążoną w głębokim kryzysie, zarówno organizacyjnym, jak i sportowym. Pod wodzą jego poprzednika Boliwijczycy przegrali dziesięć z jedenastu rozegranych meczów i zajmowali przedostatnie miejsce w eliminacjach do mistrzostw świata w Rosji. Na pierwsze zgrupowanie Hoyos powołał aż 93 zawodników, co odbiło się szerokim echem w międzynarodowych mediach. W dwóch pierwszych meczach pod wodzą Hoyosa boliwijska kadra niespodziewanie zanotowała w eliminacjach korzystne wyniki z wyżej notowanymi rywalami – wygrała z Peru (2:0) i zremisowała z Chile (0:0). Obydwa spotkania zostały jednak zweryfikowane przez FIFA (a w drugiej instancji przez CAS) jako walkowery dla rywali z powodu występu nieuprawnionego zawodnika Nelsona Cabrery. W kolejnych czterech spotkaniach eliminacyjnych Boliwijczycy kolejno przegrali z Brazylią (0:5), zremisowali z Ekwadorem (2:2), przegrali z Wenezuelą (0:5) i wygrali z Paragwajem (1:0). Z posady selekcjonera Hoyos zrezygnował po czterech miesiącach pracy (rok przed końcem kontraktu) i sześciu poprowadzonych meczach w grudniu 2016, w obliczu korzystniejszej finansowo oferty z Chile.

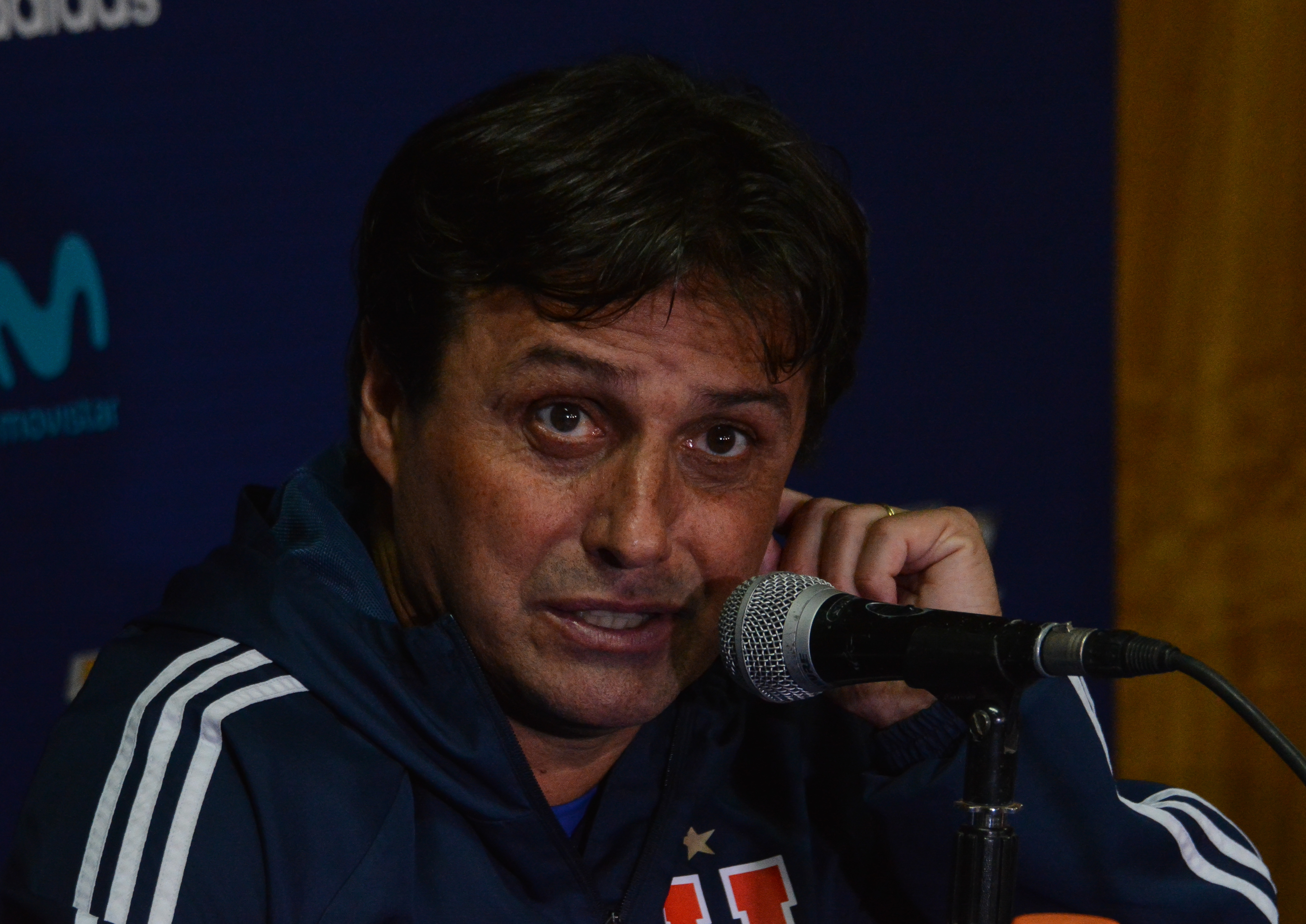
Hoyos na konferencji prasowej w roli trenera Universidadu (2018)

W styczniu 2017 Hoyos podpisał umowę z chilijskim gigantem – ekipą Universidad de Chile. W momencie jego przybycia drużyna miała za sobą kilka nieudanych sezonów i nie była wymieniana przez media w gronie faworytów do tytułu. Jednak już w pierwszym, wiosennym sezonie Clausura 2017 Hoyos doprowadził Universidad do mistrzostwa Chile. Był chwalony za odbudowanie mentalne zespołu, wyciągnięcie maksimum możliwości z potencjału swoich podopiecznych oraz świetną organizację gry Universidadu w defensywie. Bezpośrednio po sukcesie jego zatrudnieniem były zainteresowane kluby z Hiszpanii, lecz sam Hoyos zdecydował się pozostać w klubie z Santiago i w lipcu przedłużył kontrakt z Universidadem o dwa lata. Kolejny sezon okazał się mniej udany – jego podopieczni zajęli trzecie miejsce w lidze i dotarli do finału Pucharu Chile (2017), w którym przegrali z niżej notowanym Santiago Wanderers (1:3). Wynik ten został odebrany jako spore rozczarowanie.
W grudniu 2017 Hoyos został wybrany najlepszy trenerem roku w Chile w prestiżowym plebiscycie magazynu El Gráfico. Na arenie międzynarodowej poprowadził Universidad w dwóch turniejach – Copa Sudamericana 2017 (pierwsza runda) oraz Copa Libertadores 2018 (faza grupowa). Jego drużyna świetnie rozpoczęła nowy rok kalendarzowy (osiem zwycięstw w dziesięciu meczach), lecz w kwietniu 2018 zanotowała zaskakującą serię kompromitujących wyników. Wówczas w przeciągu dwóch tygodni Universidad przegrał w ligowych derbach z odwiecznym rywalem Colo-Colo (1:3), następnie został rozgromiony przez walczący o utrzymanie w lidze Unión La Calera (1:6), by w rozgrywkach Pucharu Wyzwolicieli znacząco ulec brazylijskiemu Cruzeiro (0:7). Media określiły rezultaty Universidadu w tych spotkaniach jako „historyczny wstyd”. Bezpośrednio po blamażu z brazylijskim zespołem Hoyos został zwolniony ze stanowiska.
We wrześniu 2018 Hoyos objął meksykańską ekipę Atlas FC, którą prowadził przez kolejne sześć miesięcy z wynikami znacznie poniżej oczekiwań. Został zwolniony w marcu 2019 po pięciu ligowych porażkach z rzędu. We wrześniu 2019 zastąpił Gustavo Álvareza w roli szkoleniowca drużyny CA Aldosivi, walczącej o utrzymanie w lidze argentyńskiej. Zdołał wyciągnąć zespół ze strefy spadkowej, po czym ze względu na pandemię COVID-19 rozgrywki decyzją AFA zostały zawieszone, a spadek z ligi i tak zlikwidowany na dwa lata.